# Зельона (Люблінське воєводство)
Зельона (пол. Zielona) — село в Польщі, у гміні Кшчонув Люблінського повіту Люблінського воєводства.
Населення — 125 осіб (2011).
У 1975-1998 роках село належало до Люблінського воєводства.

## Демографія
Демографічна структура станом на 31 березня 2011 року:
|          | Загалом | Допрацездатний вік | Працездатний вік | Постпрацездатний вік |
| -------- | ------- | ------------------ | ---------------- | -------------------- |
| Чоловіки | 65      | 17                 | 43               | 5                    |
| Жінки    | 60      | 12                 | 32               | 16                   |
| Разом    | 125     | 29                 | 75               | 21                   |